# Гальдамес
Гальдамес (баск. Galdames, ісп. Galdames) — муніципалітет в Іспанії, у складі автономної спільноти Країна Басків, у провінції Біская. Населення — 837 осіб (2009).
Муніципалітет розташований на відстані близько 320 км на північ від Мадрида, 14 км на захід від Більбао.
На території муніципалітету розташовані такі населені пункти: (дані про населення за 2009 рік)
- Ла-Асенья: 56 осіб
- Чабаррі: 121 особа
- Монтельяно: 88 осіб
- Сан-Естебан: 267 осіб
- Сан-Педро: 305 осіб

## Демографія
Динаміка населення (INE ):

## Галерея зображень

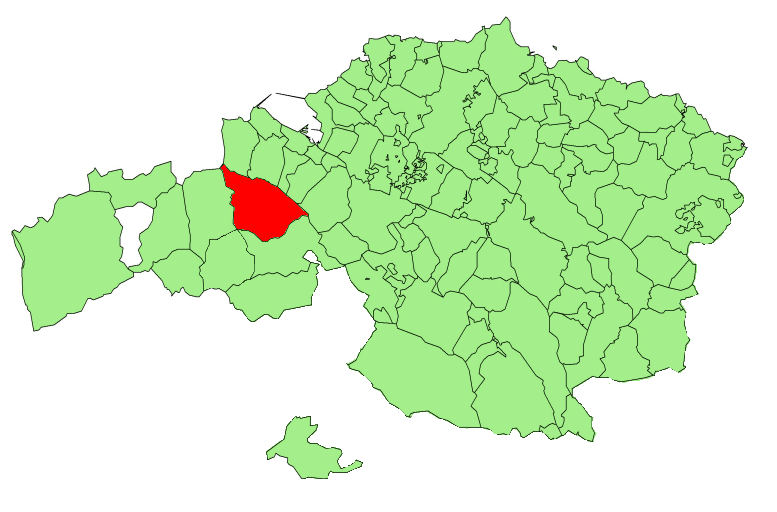
Розташування муніципалітету